# 大項目主義と小項目主義
大項目主義（だいこうもくしゅぎ）と小項目主義（しょうこうもくしゅぎ）とは、百科事典における、項目の排列とその構成の形式である。それぞれ大項目式、小項目式とも呼ばれる。

## 概要
大項目主義は大きな（上位の）主題を見出し語として、関連する事柄もその見出し語の下に包括的・系統的に解説した、論文形式のもので、それに対して、小さな主題の一つ一つを見出し語としたものが小項目主義である。全ての事典が厳密にこの2種に分類されるわけではなく、実際には両者の中間的なものや折衷的なもの（中項目主義、折衷主義、折衷式、併用式）もある。大項目主義による百科事典の例として初期の『ブリタニカ百科事典』が挙げられるが、そのような本格的な大項目主義のものは日本にはなく、大中小折衷のものが多い。また、百科事典の歴史をみると、大項目主義から次第に小項目主義へと移っていく傾向がみられる。

## 両者の特徴
大項目主義による事典は、ある分野の知識を体系的に調べるのに便利な『読む事典』であり、それゆえ児童用の百科事典、学習百科事典などに採用される。論文形式であるため執筆者にとっては書きやすく、編集者の主義主張が強く映し出される形式でもある。しかし、読むのに時間がかかること、充実した索引が必要となる、などの欠点もある。
一方、小項目主義の事典は、索引に頼らずとも見出し語から調べることが容易であり、素早く簡潔な事実を知ることができる『引く事典』である。小項目主義の短所としては、読者が体系的に把握しづらいため、関連項目との相互参照が必要となること、項目間での記述の重複が多くなることなどがある。

## 両者の境界
単純に項目数だけで大項目主義・小項目主義を定義することは難しいが、佃実夫・稲村徹元編『辞典の辞典』では、大まかな目安として「5万項目」を両者の境界として挙げており、彌吉光長『百科事典の整理学』も同じく「5万項目」としている。『日本大百科全書』では、大項目主義を「数千から数万項目」、小項目主義を「十数万項目」としている。一項目あたりの長さでは、大項目主義が短いものでも1ページから長いものでは40ページにも及ぶのに対し、小項目主義では30行前後ないしそれ以下である。

## ブリタニカ百科事典
初期の『ブリタニカ百科事典』は大項目主義をとっていたが、その第15版は「マクロペディア」（大項目事典）19巻と「マイクロペディア」（小項目事典）10巻、そして総論・手引きである「プロペディア」1巻からなる。『ブリタニカ百科事典』の日本版である『ブリタニカ国際大百科事典』の第2版改訂（1991年）も、大項目事典20巻（本文は縦2段組）と小項目事典6巻（横3段組）から構成されている。